# Anna Hrabíková
Anna Hrabíková (* 17. července 1947 roz. Klasnová) byla česká a československá politička a bezpartijní poslankyně Sněmovny národů Federálního shromáždění za normalizace.

## Biografie
K roku 1981 se profesně uvádí jako účetní. Ve volbách roku 1981 zasedla do české části Sněmovny národů (volební obvod č. 26 - Plzeň-jih-Plzeň-město, Západočeský kraj). Mandát obhájila ve volbách roku 1986 (obvod Plzeň-jih-Plzeň-město). Ve Federálním shromáždění setrvala do konce funkčního období, tedy do svobodných voleb roku 1990. Netýkal se jí proces kooptací do Federálního shromáždění po sametové revoluci.